# Bill & Ted Face the Music
Bill & Ted Face the Music es una película estadounidense de comedia y ciencia ficción dirigida por Dean Parisot y escrita por Chris Matheson y Ed Solomon. Es la tercera película de la franquicia de Bill & Ted y una secuela de Bill & Ted's Excellent Adventure (1989) y de Bill & Ted's Bogus Journey (1991), con Keanu Reeves y Alex Winter repitiendo los roles protagonistas. Fue estrenada el 1 de septiembre de 2020.
Si bien el guion de esta película se presentó a principios de 2010, tuvieron dificultades para encontrar un distribuidor de películas que respaldara la producción. Para mayo de 2018, habían logrado un acuerdo de distribución y habían entrado en la preproducción.

## Sinopsis
Ahora soportando la monotonía de la vida de mediana edad, Bill S. Preston, Esq. y Ted "Theodore" Logan son advertidos por una visitante del futuro sobre la necesidad de crear una canción que salvará toda la vida y el universo. La pareja trabaja con sus familias, viejos amigos y músicos famosos para completar esta tarea.

## Reparto
- Keanu Reeves como Theodore "Ted" Logan.
- Alex Winter como William "Bill" S. Preston, Esq.
- William Sadler como la Muerte.
- Brigette Lundy-Paine como Billie Logan, la hija de Ted y Elizabeth.
- Samara Weaving como Thea Preston, la hija de Bill y Joanna.
- Anthony Carrigan como Dennis Caleb McCoy.
- Kid Cudi como él mismo
- Jillian Bell como la Dra. Taylor Wood, terapeuta de las familias de Bill y Ted.[4]
- Hal Landon Jr. como el capitán Jonathan Logan, el padre de Ted.[5]
- Amy Stoch como Missy Preston, la madrastra de Bill.[5]
- Jayma Mays como la princesa Joanna Preston, la esposa de Bill.[6]
- Erinn Hayes como la princesa Elizabeth Logan, la esposa de Ted.[6]
- Beck Bennett como Deacon Logan, el hermano menor de Ted.[5]
- Holland Taylor como La Gran Líder, la persona más poderosa del universo.[7]
- Kristen Schaal como Kelly, una mensajera del futuro que tiene una advertencia.[8]

## Producción

### Desarrollo
En 2010, Keanu Reeves indicó que los guionistas Chris Matheson y Ed Solomon estaban trabajando en un guion para una tercera película. Winter declaró además que el papel de Rufus (interpretado por el fallecido George Carlin en las dos películas anteriores de la saga) no sería interpretado por otro actor.
En abril de 2011, Reeves declaró que una tercera película estaba cerca de suceder. El 24 de abril de 2011, Winter tuiteó que el guion para la tercera entrega se había terminado. Se sospechaba que la trama trataba sobre Bill y Ted escribiendo una canción que podría salvar al mundo, aunque en una entrevista previa a San Diego Comic-Con International, Alex Winter declaró que la historia también podía involucrar viajes en el tiempo a la era prehistórica, y que era probable que la película tuvieara un cameo de Eddie Van Halen, así como el regreso de Sócrates y Billy the Kid, quienes aparecieron en la primera película.
En agosto de 2012, se contrató a Dean Parisot para dirigir la cinta. En marzo de 2013, en el Festival de Cine SXSW, Winter confirmó que el progreso de la película seguía avanzando.
En agosto de 2013, cuando se le preguntó acerca de una tercera película, Reeves respondió: "Ha habido un par de borradores [de un guion de Bill & Ted 3] y en este momento, estamos esperando a los escritores para que presenten otro borrador. Pero todos estamos muy emocionados". En una sesión de preguntas en Reddit el 20 de octubre de 2013, Reeves reveló que había visto el guion de Bill & Ted 3, y dijo: "Estamos trabajando para tratar de conseguir un Bill & Ted 3. Hay un guion y estamos tratando de ponerlo en marcha".
En una entrevista de septiembre de 2014 con Yahoo! Movies, Winter reveló más detalles sobre la trama, afirmando que "[Bill y Ted] tendrán cuarenta y tantos años y todo se trata de Bill y Ted de adultos, o no de adultos". Winter también declaró que la película no sería un reinicio, diciendo que "es una película de Bill & Ted, eso es lo que es. Es para los fanáticos de Bill & Ted. Encaja muy bien en la [serie]. No va a sentirse como un reinicio". En un episodio de marzo de 2015 de The Jonathan Ross Show, Reeves confirmó que Bill y Ted 3 aún estaba en fase de planeamiento, diciendo: "Sí, quieren hacerlo. Los escritores escribieron un guion, que es una idea realmente genial y Alex Winter y yo: Alex interpreta a Bill, y yo a Ted, así que estamos tratando de hacerlo".
En abril de 2016, Alex Winter le dijo a Forbes que tenían un guion, un director y un estudio, y que había un plan para filmar a principios de 2017.
Reeves dio una actualización de la película en febrero de 2017 durante una entrevista en The Graham Norton Show, diciendo que la historia estaba escrita y discutió el argumento de la película. "Básicamente, se supone que deben escribir una canción para salvar al mundo, y no lo han hecho. La presión de tener que salvar al mundo, sus matrimonios se están deshaciendo, sus hijos están un poco enojados con ellos, y luego alguien viene del futuro y les dice que si no escriben la canción simplemente no se acaba el mundo, sino el universo. Así que tienen que salvar el universo porque el tiempo se está rompiendo", dijo Reeves. Durante la Convención de cómics de la ciudad de Nueva York de 2018 Reeves reveló que el título de la película sería Bill & Ted Face the Music.
Solomon, hablando con Digital Spy en enero de 2018, dijo sobre el largo período de preproducción de la película: 

Tenemos un guion del que estamos realmente orgullosos, en el que trabajamos muy duro, del que hicimos muchas versiones —y lo hicimos en borrador, significa que pasamos muchos años trabajando en él porque queríamos que saliera bien, creativamente. Esto no es un, 'Hey, pongamos todo en Bill & Ted solo por el dinero'—esto es lo opuesto. Esto es, 'Amamos estos personajes, han estado con nosotros durante todas nuestras vidas'—Chris y yo, y Alex y Keanu—y queremos visitarlos otra vez como hombres de mediana edad. Pensamos que sería realmente divertido, y gracioso, y dulce.
Ed Solomon

 Además, Solomon declaró que habían tenido problemas para obtener financiamiento para la película, ya que aquellos a quienes se habían acercado deseaban ver un reinicio de Bill & Ted, en lugar de una secuela, y también expresaron su preocupación de que, dado que la primera película no se distribuyó internacionalmente, no habría una gran audiencia para esta película. Solomon dijo que los elementos del guion verían a Bill & Ted de mediana edad revisitando los eventos de la primera película, como ver sus interacciones fuera del Círculo K. Solomon confirmó que tenían a Steven Soderbergh en la producción de la película, junto con Scott Kroopf, quien produjo las películas originales.
Otros desarrollos en Face the Music comenzaron en mayo de 2018, con la película recibiendo luz verde oficial el 8 de mayo de 2018. El 6 de febrero de 2019, Production Weekly publicó que la producción de Face the Music comenzaría el 5 de marzo de ese año.
La distribución de la película en Estados Unidos fue manejada por Metro-Goldwyn-Mayer a través de Orion Pictures. Los derechos de distribución internacional se hicieron durante el Festival de Cine de Cannes de 2018, con Bloom Media negociando estos derechos. MGM manejó la mayoría de la distribución internacional, mientras que Warner Bros. se encargó de la distribución en el Reino Unido. Otra distribución estuvo a cargo de Madman en Australia, Paradise en Rusia y Ucrania, y Pioneer en Filipinas.
El 20 de marzo de 2019, Winter y Reeves afirmaron que la producción de la película estaba lista para comenzar, y que habían asegurado una fecha de estreno el 21 de agosto de 2020. La película sería producida por Hammerstone Studios y distribuida por Orion Pictures a través de United Artists en los Estados Unidos.

### Casting
Se confirmó que tanto Winter como Reeves estaban en la película una vez que esta recibió luz verde en mayo de 2018. Se confirmó también que William Sadler retomaría su papel como la Muerte, de la segunda película, en marzo de 2019. Se informó luego que Brigette Lundy-Paine y Samara Weaving aparecerían como la hija de Ted, Billie Logan y la hija de Bill, Thea Preston, respectivamente. Kid Cudi también fue anunciado como miembro del reparto para la película interpretándose a sí mismo. Anthony Carrigan fue elegido en junio de 2019 como el adversario de Bill y Ted en la película.
A finales de junio de 2019, se anunció que Amy Stoch regresaría como Missy, y Hal Landon, Jr. regresaría como el padre de Ted, el Capitán Logan. Otros anuncios de casting incluían versiones de personajes de películas anteriores, con Erinn Hayes como Elizabeth, Jayma Mays como Joanna y Beck Bennett como Deacon, el hermano menor de Ted. Entre los anuncios de casting, en julio de 2019 se incluyó a Jillian Bell como la Dra. Taylor Wood, la terapeuta familiar de las familias de Bill y Ted, Holland Taylor como la Gran Líder en el futuro de San Dimas, y Kristen Schaal como Kelly, una mensajera enviada desde el futuro para encontrar a Bill y Ted.
También en junio de 2019, Backstage enumeró una convocatoria de casting de extras para interpretar a varias figuras históricas.

### Rodaje
La producción inicial y el rodaje comenzaron el 17 de junio de 2019, mientras que el rodaje comenzó el 1 de julio de 2019. Se esperaba que la mayor parte del rodaje se realizara en Nueva Orleans durante julio de 2019.
El Distrito Escolar Unificado de Bonita en el condado de Los Ángeles, California, que atiende a las ciudades de San Dimas y La Verne, donde se encuentra la escuela secundaria de la vida real de San Dimas, abrió sus puertas para permitir la producción en la escuela, aunque la mayor parte del rodaje real en San Dimas para la primera película fue realizado en una escuela en Arizona.

## Estreno
Se esperaba que Bill & Ted Face the Music fuera estrenada el 21 de agosto de 2020 por Orion Pictures, a través de United Artists Releasing, mientras que Warner Bros. y Metro-Goldwyn-Mayer realizarían estrenos internacionales. Sin embargo, el estreno fue finalmente pospuesto al 1 de septiembre de 2020.